# Stereomastis talismani
Stereomastis talismani is een tienpotigensoort uit de familie van de Polychelidae. De wetenschappelijke naam van de soort is voor het eerst geldig gepubliceerd in 1917 door Bouvier.